# Alf Meakin
Alf Meakin (eigentlich Alfred F. Meakin; * 30. August 1938) ist ein ehemaliger britischer Sprinter.
1962 erreichte er bei den Leichtathletik-Europameisterschaften in Belgrad über 100 m das Halbfinale und gewann mit der britischen Mannschaft Bronze in der 4-mal-100-Meter-Staffel. Bei den British Empire and Commonwealth Games in Perth siegte er mit der englischen 4-mal-110-Yards-Stafette. Über 100 Yards schied er im Viertelfinale und über 220 Yards im Vorlauf aus.
Bei den Olympischen Spielen 1964 in Tokio scheiterte er über 100 m in der ersten Runde.
1964 wurde er Englischer Hallenmeister über 60 Yards.

## Persönliche Bestzeiten
- 60 Yards (Halle): 6,3 s, 1962 (angezweifelte Zeitmessung: 6,2 s, 2. November 1961, Feltwell)
- 100 Yards: 9,5 s, 1961
- 100 m: 10,4 s, 3. Oktober 1963, Budapest
- 200 m: 21,3 s, 1962